# Горин (Волгоградская область)
Горин — хутор в Даниловском районе Волгоградской области, в составе Сергиевского сельского поселения.
Население — 110 (2010)

## История
Дата основания не установлена. Хутор Горин впервые отмечен на карте Шуберта 1840 года. Хутор относился к юрту станицы Малодельской Усть-Медведицкому округа Земли Войска Донского (с 1870 — Область Войска Донского). В 1859 году на хуторе проживало 60 мужчин и 67 женщин. Большая часть населения была неграмотной. Согласно переписи населения 1897 года на хуторе проживало 237 мужчин и 289 женщин, из них грамотных: мужчин — 102, женщин — 1.
Согласно алфавитному списку населённых мест Области Войска Донского 1915 года на хуторе Горинском имелось хуторское правление, министерское училище, проживали 331 мужчина и 159 женщин, земельный надел составлял 3591 десятина.
С 1928 года — в составе Берёзовского района Хопёрского округа (упразднён в 1930 году) Нижне-Волжского края (с 1934 года — Сталинградского края). Хутор являлся центром Горинского сельсовета. В 1935 году передан в состав Комсомольского района края (с 1936 года - Сталинградской области). На основании решения облисполкома от 09 июля 1953 года № 24/1600 «Об объединении сельских советов Сталинградской области» Сергиевский, Заполянский и Горинский -  в один Сергиевский сельсовет, центр  станица  Сергиевская. В соответствии с Указом Президиума Верховного Совета РСФСР от 01 августа 1959 года и решением облисполкома от 27 августа 1959 года № 18/417 Комсомольский район был упразднен, а его территория со всеми населёнными пунктами передана в состав Даниловского района Сталинградской области (с 1963 по 1966 год - территория входила в состав Котовского района)

## География
Хутор находится в степи, на практически плоской слабонаклонной равнине, примерно в 3 км от реки Медведицы. Высота центра населённого пункта около 95 метров над уровнем моря. Примерно в 1-2 км к северо-западу от хутора возвышаются крайние отроги возвышенности Медведицкие Яры высотой до 172 метров над уровнем моря. Почвы — чернозёмы южные.
Близ хутора проходит региональная автодорога Даниловка — Михайловка. По автомобильным дорогам расстояние до административного центра сельского поселения станицы Сергиевской - 9,4 км, до районного центра посёлка Даниловка — 24 км, до областного центра города Волгоград — 230 км.
Часовой пояс
Горин, как и вся Волгоградская область, находится в часовой зоне МСК (московское время). Смещение применяемого времени относительно UTC составляет +3:00.

## Население
Динамика численности населения по годам:
| 1859 | 1873 | 1897 | 1915 | 1987 | 2002 |
| ---- | ---- | ---- | ---- | ---- | ---- |
| 127  | 303  | 526  | 690  | ≈270 | 152  |

| 2010 |
| ---- |
| 110  |